# Sharp SM-B-80TC
Sharp SM-B-80TC (SM-B-80TC) је кућни рачунар, производ фирме Шарп (Sharp) који је почео да се израђује у Јапану током 1977. године.
Користио је Z80 (LH-0080 Sharp) као централни микропроцесор а RAM меморија рачунара SM-B-80TC је имала капацитет од 1 KB прошириво до 3 KB (2114 чипови). 

## Детаљни подаци
Детаљнији подаци о рачунару SM-B-80TC су дати у табели испод.
|                       |                                                                      |
| [ 1 ]                 |                                                                      |
| Произвођач            | Шарп                                                                 |
| Тип                   | кућни рачунар                                                        |
| Меморија              | 1 прошириво до 3 (2114 чипови)                                       |
| Поријекло             | Јапан                                                                |
| Година                | 1977                                                                 |
| Тастатура             | механичка, 25 тастера - хексадецимални и функцијски тастери          |
| Процесор              |                                                                      |
| Фреквенција процесора | 2,4576 .                                                             |
| RAM                   | 1 прошириво до 3 (2114 чипови)                                       |
| ROM                   | 1 прошириво до 2 KB                                                  |
| Текст                 | 8 x 7-сегментни показивач са свијетлећим диодама                     |
| Графика               |                                                                      |
| Боја                  |                                                                      |
| Звук                  | AY-3-8912, 3 гласа + бијели шум, генератор звука                     |
| Димензије             | 27 (ширина) x 19 (дубина) cm. Тастатура: 13,9 (ширина) x 19 (дубина) . |
| Портови               |                                                                      |
| Оперативни систем     |                                                                      |